# Годунов, Сергей Константинович
Серге́й Константи́нович Годуно́в (17 июля 1929, Москва — 15 июля 2023, Новосибирск) — советский и российский учёный в области математики и механики, академик РАН (1994; член-корреспондент АН СССР с 1976). Работы по теории обыкновенных дифференциальных уравнений, уравнений в частных производных, вычислительной математике, механике сплошных сред, линейной алгебре. Лауреат Ленинской премии (1959).

## Биография
Отец Сергея Константиновича — Константин Дмитриевич Годунов (1892—1965), советский воздухоплаватель, конструктор аэростатов, участник полёта на стратостате «СССР-1».
В 1951 году С. К. Годунов окончил механико-математический факультет МГУ.
В 1951—1953 годах работал научным сотрудником в Институте математики им. В. А. Стеклова, в 1953—1969 годах — в Институте прикладной математики им. М. В. Келдыша (с 1962 года — заведующий лабораторией); параллельно с научной деятельностью преподавал в МГУ. В 1954 году защитил кандидатскую диссертацию, в 1965 году стал доктором физико-математических наук. Работал научным консультантом на оборонных предприятиях (1957—1958, 1964).
В 1969 году С. К. Годунов переехал из Москвы в Новосибирский Академгородок и с 1969 по 1980 годы был заведующим лабораторией в Вычислительном центре СО АН СССР, а с 1980 года работает в Институте математики СО АН СССР (с 1992 года — СО РАН). В 1969—1997 годах был профессором кафедры дифференциальных уравнений ММФ НГУ, в 1977—1989 годах являлся заведующим кафедрой.
Заведующий лабораторией (отделом) (1980—2000), заместитель директора (1981—1983), исполняющий обязанности директора (1983—1986) Института математики СО АН СССР. Член Национального комитета по теоретической и прикладной механике (с 1987).
С 23 декабря 1976 года — член-корреспондент АН СССР по отделению математики. С 31 марта 1994 года — академик РАН. Советник РАН (с 2000).
С 1997 года — почётный профессор Мичиганского университета (США).
Член редколлегий изданий «Журнал вычислительной математики и математической физики», «Сибирский журнал вычислительной математики», «Математические труды», «Сибирский математический журнал», «International Journal of Computational Fluid Dynamics». Входит в состав специализированного совета по защите диссертаций на соискание ученой степени доктора наук, объединённого совета СО РАН по математике и информатике, Научно-координационного совета СО РАН по математическому моделированию, алгоритмическим и программным ресурсам.
Умер 15 июля 2023 года в Новосибирске. Похоронен 17 июля 2023 года на Южном кладбище.

## Научная деятельность
Основная часть научных результатов С. К. Годунова относится к теории дифференциальных уравнений в частных производных и методам их численного решения. Внёс вклад в развитие общей теории разностных схем, применяемых при решении дифференциальных уравнений.
В 1954 г. Годунов разработал эффективную разностную схему для решения уравнений газовой динамики — «схему Годунова», в основе которой — решение задачи о распаде произвольного разрыва в газовой среде. Ныне схема Годунова 1-го порядка точности широко используется при решении прямых задач газодинамики для численного моделирования внутренних, внешних и струйных течений.
В 1959 г. Годунов выявил взаимосвязь между постулатами феноменологической термодинамики и постулатом Адамара о корректности уравнений математической физики. Он выделил важный класс термодинамически согласованных (дважды дивергентных) систем, который содержит в себе и систему уравнений газовой динамики.
В 1960 г. в докладе С. К. Годунова, А. И. Жукова, К. А. Семендяева на Всесоюзном съезде механиков был впервые предложен сеточно-характеристический метод численного расчёта решений двумерных стационарных задач газовой динамики, позже распространённый другими авторами и на трёхмерные задачи.
В 1961 г. С. К. Годунов предложил метод численного решения стационарных многомерных задач газовой динамики, основанный на расчёте процесса установления нестационарного потока (с помощью данного метода в настоящее время успешно решаются многие задачи стационарного обтекания).
В том же году Годунов получил новый вариант записи уравнений газовой динамики — в виде симметричной гиперболической системы, что существенно облегчило их математическое исследование. В 1972 г. он перенёс технику симметризации уравнений на уравнения магнитной гидродинамики.
В 1972 г. С. К. Годунов совместно с Е. И. Роменским предложил модель изотропной вязкоупругой среды с нелинейными определяющими соотношениями, позволяющую описывать эффекты релаксации касательных напряжений. Данная модель является обобщением модели Максвелла на случай конечных деформаций и учитывает существенную зависимость времени релаксации от напряжённого состояния среды и её температуры. Модель применима, в частности, при описании процессов взрывной деформации металлов, когда решения уравнений движения среды при малых и умеренных напряжениях должны переходить в решения уравнений теории упругости, а при интенсивных нагрузках — в решения уравнений гидродинамики.
Занимался исследованиями по созданию математической теории процессов, сопровождающих деформацию металлов при сварке взрывом. Расчёты, проведённые под руководством Годунова сотрудниками его лаборатории в ВЦ СО РАН, позволили предсказать важный механический эффект — образование затопленной струи привариваемой металлической компоненты (позже такая струя была обнаружена экспериментально). Созданная при участии Годунова теория струи стала основой нового метода измерения вязкости металлов при высокоскоростных деформациях.
Важный вклад внесён Годуновым в развитие методов расчёта критических параметров ядерных реакторов, где он успешно применил метод ортогональной прогонки.
Вместе со своими учениками С. К. Годунов занимался также задачами вычислительной линейной алгебры, разработав алгоритмы, обеспечивающие гарантированную точность при решении спектральной проблемы для несимметрических матриц.

## Награды
- Два ордена «Знак Почёта» (1954, 1981)
- Два ордена Трудового Красного Знамени (1956, 1975)
- Орден Александра Невского (2023)[18]
- Орден Почёта (2010)
- Ленинская премия в области военной науки и военной техники (1959)
- Премия имени А. Н. Крылова АН СССР (1972) — за цикл работ по использованию процессов, сопутствующих сварке взрывом, для изучения поведения металлов
- Премия имени М. А. Лаврентьева (1993) — за монографию «Элементы механики сплошной среды»

## Основные работы
Книги
- Годунов С. К., Рябенький В. С. Введение в теорию разностных схем. — М., 1962. — 340 с.
  - Годунов С. К., Рябенький В. С. Разностные схемы. Введение в теорию. 2-е изд. — М.: Наука, 1977. — 440 с.
- Лекции по уравнениям математической физики. М.: Изд-во МГУ, 1966.
- Уравнения математической физики. — М.: Наука, 1971. — 416 с.
  - Уравнения математической физики. 2-е изд. — М., 1979. — 392 с.;
- Годунов С. К., Забродин А. В., Иванов М. Я., Крайко А. Н., Прокопов Г. П.  Численное решение многомерных задач газовой динамики. — М.: Наука, 1976. — 400 с.
- Элементы механики сплошной среды. — М.: Наука, 1978. — 304 с.
  - Годунов С. К., Роменский Е. И. Элементы механики сплошных сред и законы сохранения. — Новосибирск: Научная книга, 1998. — 280 с. — ISBN 5-88119-012-2.
- Решение систем линейных уравнений. Новосибирск, 1980;
- Годунов С. К., Антонов А. Г., Кирилюк О. П., Костин В. И.  Гарантированная точность решения систем линейных уравнений в евклидовых пространствах. — Новосибирск: Наука, 1992. — 360 с. — ISBN 5-02-029962-6.
  - Годунов С. К. и др. Гарантированная точность решения систем линейных уравнений в евклидовых пространствах. 2-е изд. — Новосибирск, 1992. — 456 с.
- Современные аспекты линейной алгебры. — Новосибирск, 1997.
- Лекции по современным аспектам линейной алгебры. — Новосибирск, 2002. — 216 с.
- Годунов С.К., Киселев С.П., Куликов И.М. Мали В.И. Моделирование ударно - волновых процессов в упругопластических материалах на различных (атомный, мезо и термодинамический) структурных уровнях. - М. - Ижевск: Институт компьютерных исследований, 2014. - 296 с.

Статьи
- Термодинамика газов и дифференциальные уравнения // Успехи математических наук. — МИАН, 1959. — Т. 14, вып. 5 (89). — С. 97—116.
- Интересный класс квазилинейных систем // Доклады Академии наук СССР. — 1961. — Т. 139, № 3. — С. 521—523.
- Симметрическая форма уравнений магнитной гидродинамики // Численные методы механики сплошной среды. — 1972. — Т. 3, № 1. — С. 26—34.
- Годунов С. К., Роменский Е. И.  Нестационарные уравнения нелинейной теории упругости в эйлеровых координатах // Прикладная механика и техническая физика. — 1972. — Вып. 6. — С. 124—144.